# Grace Momanyi
Grace Kwamboka Momanyi (Masimba, district Kisii, provincie Nyanza, 13 maart 1981) is een Keniaanse langeafstandsloopster.

## Loopbaan
Op de wereldkampioenschappen veldlopen van 2008 in Edinburgh finishte Momanyi individueel als tiende. Dit was voldoende om Kenia in de landenwedstrijd aan een zilveren medaille te helpen. Op de Afrikaanse kampioenschappen later dat jaar won Momanyi een bronzen medaille in 15.50,19 achter de Ethiopische atletes Meselech Melkamu (goud; 15.49,81) en Meseret Defar (zilver; 15.50,19).
De grootste prestatie van haar sportieve loopbaan leverde Momanyi in 2010. Bij de Gemenebestspelen in New Delhi werd ze eerste op de 10.000 m in 32.34,11.
In 2014 debuteerde ze op de marathon. Met een tijd van 2:35.04 behaalde ze een zilveren medaille bij de marathon van Florence. Het jaar erop werd ze tweede bij de marathon van Dublin. In 2016 won ze zowel de marathon van Brighton als de marathon van Hefei.
Grace Momanyi is moeder van een dochter.

## Titels
- Gemenebestkampioene 10.000 m - 2010

## Persoonlijke records
Baan
| Onderdeel | Prestatie | Datum            | Plaats    |
| --------- | --------- | ---------------- | --------- |
| 3000 m    | 8.56,37   | 31 augustus 2009 | Gateshead |
| 5000 m    | 14.50,77  | 3 juli 2009      | Oslo      |
| 10.000 m  | 30.52,25  | 15 augustus 2009 | Berlijn   |

Weg
| Onderdeel      | Prestatie | Datum             | Plaats    |
| -------------- | --------- | ----------------- | --------- |
| 8 km           | 26.02     | 14 juli 2001      | Kingsport |
| 10 km          | 31.24     | 28 mei 2005       | Ottawa    |
| 15 km          | 48.15     | 20 september 2009 | Zaandam   |
| halve marathon | 1:08.41   | 20 maart 2011     | Lissabon  |
| marathon       | 2:28.28   | 12 november 2016  | Hefei     |

## Prestaties

### 5000 m
Kampioenschappen
- 2008:  Afrikaanse kamp. - 15.50,19

Golden League-podiumplek
- 2008:  ISTAF – 15.08,62

Diamond League-podiumplek
- 2011:  London Grand Prix – 15.07,49

### 10.000 m
- 1998:  Keniaanse kamp. in Nairobi - 33.54,0
- 2008:  Keniaanse Olympische Trials in Nairobi - 32.30,4
- 2009: 4e WK - 30.52,25
- 2010:  Gemenebestspelen - 32.34,11

### 5 km
- 2000:  Brantford Classic - 16.52
- 2000:  Pietro's Run Fasta Eat Pasta in Grand Rapids - 17.00
- 2000: 4e Syracuse Festival of Races - 16.29
- 2000:  Albuquerque - 18.26
- 2001:  Hampton Coliseum - 16.45
- 2001:  Dad's Day in Dallas - 16.22
- 2001:  Duke City in Albuquerque - 17.46
- 2002: 5e Vytra Women's Long Island in Farmingdale - 16.32
- 2002:  Hartford River Run - 16.41

### 10 km
- 2000: 4e Cooper River Bridge Run in Charleston - 32.37
- 2000:  Sallie Mae in Washington - 34.03
- 2000:  Sporting Life in Toronto - 34.03
- 2000:  National Capital/MDS Nordion in Ottawa - 33.36,2
- 2000:  Banque Scotia Grande Montreal - 33.31
- 2000:  Youngstown Peace Race - 33.45
- 2000:  Albuquerque - 35.30
- 2000:  New Times Phoenix - 33.47
- 2000:  Gran Pacífico in Mazatlan - 33.25
- 2001:  Bermuda International in Hamilton - 35.19,5
- 2001:  Tyler Azalea Trail - 34.55
- 2001:  Shelter Island - 34.09
- 2002:  Bermuda International in Hamilton - 35.14
- 2002:  Shelter Island - 33.48
- 2002:  Deseret News in Salt Lake City - 32.31
- 2004:  Gran Carrera Sinforiano Vela Vélez in Veracruz - 34.32
- 2005:  MDS Nordian in Ottawa - 31.24,4
- 2005:  TD Banknorth Beach to Beacon in Cape Elizabeth - 32.21,7
- 2005: 4e Victoria in Torreón - 33.32
- 2007:  Safaricom in Ogembo - 35.10
- 2007:  Safaricom Kebirigo in n/a - 34.12,6
- 2008:  Sunfeast World in Bangalore - 32.02
- 2008:  Great Yorkshire Run - 32.44
- 2009:  Würzburger Residenzlauf - 31.32
- 2009:  Conseil Général in Marseille - 31.43
- 2009:  Ignis Asset Management Women's Run in Glasgow - 32.34
- 2009:  Sao Silvestre de Luanda - 31.37
- 2010:  Würzburger Residenzlauf - 31.34
- 2010:  Great Edinburgh Run - 32.20
- 2010:  Ignis Asset Management Women's Run in Glasgow - 31.42
- 2010:  Sunfeast World in Bangalore - 32.05
- 2010: 5e Corrida de São Silvestre in Luanda - 33.26,6
- 2011: 4e World's Best in San Juan - 32.05,3
- 2011:  Ignis Asset Management Women's Run in Glasgow - 32.56
- 2011:  Great Manchester Run - 32.05

### 15 km
- 2007:  São Silvestre de Luanda - 53.13
- 2008:  Sao Silvestre in Luanda - 48.50

### 10 Eng. mijl
- 2005:  Crim - 55.12
- 2009: 5e Dam tot Damloop - 51.51
- 2010:  Great South Run - 52.03

### halve marathon
- 2004:  halve marathon van Maracaibo - 1:14.17
- 2005:  halve marathon van Monterrey - 1:10.20
- 2005:  halve marathon van Coban - 1:13.10
- 2005:  halve marathon van Saltillo - 1:12.55
- 2011:  halve marathon van Lissabon - 1:08.41
- 2012:  halve marathon van Nairobi - 1:11.42
- 2012:  halve marathon van Glasgow - 1:12.41

### marathon
- 2014:  marathon van Florence - 2:35.04
- 2015:  marathon van Dublin - 2:32.18
- 2016:  marathon van Brighton - 2:34.17,0
- 2016:  marathon van Hefei - 2:28.26

### veldlopen
- 2008: 10e WK - 25.54